# Robin Montgomerie-Charrington
Robert Victor Campbell Montgomerie (23 de junho de 1915 – 3 de abril de 2007) foi um automobilista britânico nascido na Inglaterra que participou do Grande Prêmio da Bélgica de 1952 de Fórmula 1.